# Чернишовка (Калузька область)
Чернишовка (рос. Чернышовка) — присілок в Ізносковському районі Калузької області Російської Федерації.
Населення становить 48 осіб. Входить до складу муніципального утворення Присілок Алексеєвка.

## Історія
Від 2004 року входить до складу муніципального утворення Присілок Алексеєвка

## Населення
| 2002 | 2010 |
| ---- | ---- |
| 50   | ↘48  |